# Theme of the United Nations w/ DJ Yutaka
Theme of the United Nations w/ DJ Yutaka è un album di Afrika Bambaataa e DJ Yutaka.

## Tracce
1. Theme Of United Nations II
2. Back Up (Sagare) ft Mad Lion
3. Body Shot ft Lowd
4. Theme Of DJ Yutaka
5. The International Rhyme Killers ft B-Real e Rappagariya
6. Rock Steady Break Down II ft Crazy A
7. Revenge ft Guru
8. Bouncin' ft N'Dea Davenport
9. LA-Japan Connection
10. Dondi 'N' Grand Mizza ft Grandmaster Caz e Donald D
11. Good Friday ft MC Krus
12. Cut 'N' Sliced
13. Zulu Beats 21